# III. Konstantin havasalföldi fejedelem
III. Konstantin (románul: Constantin Mavrocordat; Konstantinápoly, 1711. február 27. – Iași, 1769. november 23.) hat alkalommal havasalföldi (1730. szeptember–október, 1731. október 24.–1733. április 16., 1735. november 27.–1741. szeptember, 1744. július–1748. április, 1756. február–1758. szeptember 7., 1761. június 11.–1763. március) és V. Konstantin néven négy alkalommal moldvai fejedelem (1733. április 16.–1735. november 26., 1741. szeptember–1743. július 29., 1748. április–1749. augusztus 31., 1769. június 29.–november 23.).
A közel négy évtizeden át uralkodott felváltva Moldvában és Havasalföldön; tízszeri uralkodása alatt nem szerzett vagyont. 1730-ban az adózást egységesítette a fejedelemségekben. Jelentős reformintézkedése volt, hogy 1746-ban Havasalföldön illetve 1749-ben Moldvában engedélyezte a földhöz kötött parasztok szabad költözését, és évi hatra illetve tizenkettőre korlátozta a robotnapok számát. (A szomszédos országokban ekkoriban a robot akár hetente több nap is lehetett.) A megyei elöljáróságok létesítésével, a tisztviselők állandó fizetésének bevezetésével tett kísérletet a rendezett közigazgatás megteremtésére, a bíráskodásban pedig az írásbeliség rendszeresítésére. Megreformálta a nemesi rendet is; bevezette, hogy csak az számított bojárnak, aki állami tisztséget visel. Azok a családok, amelyek két nemzedéken át nem töltöttek be hivatalt, visszaminősültek adófizető bojároknak (mazil).